# Robert Krause
Pour les articles homonymes, voir Krause.
Robert Krause est un réalisateur, monteur et scénariste allemand.

## Filmographie
En tant que monteur
- 1998 : Der Sieg (court-métrage)
- 2000 : Cut Away, de Eva Marel Jura (court-métrage)
- 2004 : Nine Men Down, d'Andreas Gutzeit (TV)

En tant que réalisateur
- 1998 : Der Sieg (court-métrage)
- 2002 : Checkpoint (court-métrage)
- 2006 : Blood Trails

En tant que scénariste
- 1998 : Der Sieg (court-métrage)
- 2000 : Cut Away, de Eva Marel Jura (court-métrage)
- 2006 : Blood Trails